# Ljusminut
En ljusminut är den sträcka ljuset färdas genom vakuum på en minut, vilket är 1,798754748 × 1010 m, eller 17 987 547,48 km. Avståndet mellan solen och jorden är ca 8 ljusminuter. En besläktad, men drygt en halv miljon gånger större, längdenhet är ljusår. En annan är enheten ljussekund, där 60 ljussekunder är en ljusminut. Alla tre bygger på att ljusets hastighet är konstant i vakuum.